# Victor Wanyama
Victor Mugubi Wanyama (* 25. Juni 1991 in Nairobi) ist ein kenianischer Fußballspieler. Er spielte als Mittelfeldspieler zuletzt für Dunfermline Athletic in Schottland.

## Vereinskarriere
Victor Wanyama, Sohn des Fußball-Nationalspielers Noah Wanyama, gehörte ab 2006 für drei Jahre der in Nairobi ansässigen JMJ Youth Academy an. Während dieser Zeit spielte er bei den Erstligaklubs Nairobi City Stars und AFC Leopards vor, 2007 kam er zum schwedischen Erstligisten Helsingborgs IF, wo sein Bruder McDonald Mariga spielte. Nach seiner Rückkehr in die Heimat im Jahre 2008 und dem Abschluss an der JMJ Youth Academy unterschrieb er noch vor der Saison 2008/09 seinen ersten Profivertrag beim belgischen Erstligaklub Germinal Beerschot. Nach einem Jahr im Nachwuchsteam des Klubs, spielte er ab der Spielzeit 2009/10 fand regelmäßig im Profiteam, in der Saison 2010/11 avancierte Wanyama zu einer Stammkraft in der Abwehrreihe seines Teams. Am 11. Dezember 2010 gelang ihm beim 1:1-Remis gegen KVC Westerlo auch sein erster Pflichtspieltreffer im Profifußball, den Wanyama nach Čustović-Flanke im gegnerischen Tor unterbrachte. Beerschot beendete die Saison knapp über den Abstiegsrängen und hatte im Viertelfinale des belgischen Pokals gestanden, Wanyama war zu 26 Ligaauftritten und einem Treffer gekommen.
Ende Juni 2011 gab schließlich der schottische Vizemeister 2010/11 Celtic Glasgow die Verpflichtung Wanyamas für kolportierte 1,1 Millionen Euro bekannt und unterbreitete dem Spieler einen Vertrag mit Laufzeit bis 2015. Aufgrund der vorzeitig fehlenden Arbeitserlaubnis wurde der Transfer nach Schottland erst eine knappe Woche darauf offiziell bestätigt.
Nachdem er während seiner Zeit bei Celtic in vielen Spielen positiv hervorstach wechselte Wanyama in die englische Premier League zum FC Southampton. Dieser Transfer, der Celtic ca. 14,5 Millionen Euro einbrachte, ist der größte Transfer in der Geschichte des Glasgower Traditionsklubs. Zur Saison 2016/17 wechselte Wanyama zu Tottenham Hotspur und unterschrieb einen Vertrag bis 2021. Sein Debüt für Tottenham gab er am 13. August 2016 beim 1:1-Heimremis gegen Everton. Am 20. August schoss er den Siegtreffer zum 1:0-Heimsieg gegen Crystal Palace.
Nach knapp dreieinhalb Jahren schloss er sich im Januar 2020 Montreal Impact (ab 2021 CF Montreal) in der Major League Soccer an.
Am 26. März 2025 wechselte Wanyama mit einem Vertrag bis zum Saisonende 2024/25 zum schottischen Zweitligisten Dunfermline Athletic und traf dort wieder auf seinen ehemaligen Celtic-Trainer und jetzigen Dunfermline-Trainer Neil Lennon.

## Nationalmannschaft
Bereits als 15-Jähriger debütierte Wanyama 2007 in einem Freundschaftsspiel gegen Nigeria in der A-Nationalmannschaft seines Heimatlandes. Auch seine beiden Brüder Thomas Wanyama und McDonald Mariga kamen für die kenianische Nationalmannschaft zum Einsatz. 2009 bestritt Wanyama zahlreiche Spiele der Qualifikation zur WM 2010. Wanyama war Mannschaftskapitän der kenianischen Fußballauswahl. Nachdem er letztmals im November 2020 für die Nationalmannschaft zum Einsatz gekommen war und in der Folge mehrfach nicht für die Nationalmannschaft berufen worden war, erklärte er im September 2021 seinen Rücktritt.

## Erfolge
- Schottischer Meister: 2012, 2013
- Schottischer Pokalsieger: 2013